# Wir Barbaren
Wir Barbaren ist ein deutscher Propagandastummfilm mit humoristischen Einschüben aus dem Jahr 1915. In der Hauptrolle spielt Paul Heidemann.

## Handlung
Frankreich zur Zeit des deutschen Vormarsches 1914/15.
Die junge Marquise St. Yves wohnt in ihrem im östlichen Landesteil Frankreichs gelegenen Schloss ein wohlbehütetes Leben, von den Auswirkungen des Krieges hat sie noch nichts gespürt. Diese Ruhe wird jäh gestört, als sie ein Brief ihrer Freundin erreicht, in der Schauergeschichten über die Deutschen verbreitet werden. Angeblich würden deutsche Soldaten beim Vormarsch französische Automobilfahrer überfallen, um diese zu berauben. Die junge Adelige entschließt sich daraufhin zur Flucht nach Paris, zumal sich das deutsche Militär immer mehr ihrem Schloss nähert. Notgedrungen muss sie all ihre kostbare Habe im Schloss zurücklassen, auch ihren wertvollen Schmuck, den sie in einem Geheimfach eines Schranks im Rittersaal versteckt. Während ihrer Abwesenheit soll Diener Benoit das Anwesen bewachen. Als er in einem französischen Blatt lesen muss, dass man nicht sicher sei, „ob die Bayern Menschenfresser sind“, packt ihn die Panik. Benoit vergräbt den Schmuck seiner Herrin im Keller des Schlossturmes, dann fliehen er und die anderen Bediensteten der Marquise vor den anrückenden Deutschen.
Unter der Führung von Oberleutnant von Pavel rückt das deutsche Militär ein. Besorgt darüber, dass die Kostbarkeiten im Schloss womöglich Opfer eines französischen Beschusses werden könnten, ordnet von Pavel an, die wichtigsten Kunstgegenstände in den sichereren Keller zu bringen. Beim Bürgermeister des nächstgelegenen Städtchens requiriert er schlichtes Mobiliar, um im Rittersaal ein Etappenbüro einzurichten. Als der Bürgermeister vorbeischaut, sieht er den leeren Rittersaal und nimmt an, dass die Deutschen das Schloss bereits leer geräumt und die geplünderte Ware gen Osten, nach Deutschland, verbracht haben. Rasch berichtet der Maire von seinen Mutmaßungen seinem Freund, der Chefredakteur einer Zeitung ist. So entsteht die Mär von den plündernden „Barbaren“. Davon liest natürlich auch die in Paris ausharrende Marquise, die sich nunmehr todesmutig durch die deutschen Linien wagt, um nach ihrem Schloss und den Schätzen zu sehen. Zunächst entsetzt darüber, wie leergeräumt ihr Rittersaal ist, ändert sich ihre Stimmung, als von Pavel der Adeligen die wohl verstauten Wertsachen im Keller zeigt.
Die Marquise St. Yves zeigt sich sogar bereit, ein Dokument zu unterzeichnen, das die französischen Zeitungen bewusster Lügenpropaganda zeiht, da findet sie plötzlich ihren Familienschmuck nicht wieder. Sofort ist das alte Vorurteil von den plündernden Deutschen wieder da, und Madame verweigert die Unterschrift. Wütend will die Marquise nach Paris zurückkehren, berichtet aber noch vorher dem Bürgermeister vom Verschwinden des Schmucks. Pavel wiederum will die Dame nicht eher gehen lassen, bevor der Schmuckdiebstahl geklärt ist, denn diesen Verdacht will er nicht auf sich und seinen Untergebenen sitzen lassen: Die deutsche Soldatenehre steht auf dem Spiel. Und so entsteht plötzlich in der französischen Presse eine weitere Mär: die Deutschen halten die Marquise St. Yves als Geisel fest! Benoit, der zu seiner Schwester in ein Dorf geflohen ist, kehrt nach neuen Gräuelmeldungen über die Deutschen heimlich ins Schloss zurück, wird aber dabei von Pavel und seinen Mannen beobachtet. Benoit holt den Schmuck wieder aus dem Keller zurück, verliert dabei ein Brillanthalsband, und gibt den Schmuck seiner in ihrem Zimmer festgesetzten Herrin.
Die ist nun sehr beschämt, dass sie den Deutschen im Allgemeinen und Oberleutnant von Pavel diesen Diebstahl unterstellt hat. Sie versteckt die Juwelen in ihrem Kleid nahe der Taille, will aber den in ihr Gemach eintretendem Pavel nicht eingestehen, dass sie im Unrecht war. Immerhin ist sie jetzt bereit, das Dokument über die Lügenmärchen in der französischen Presse zu unterzeichnen. Pavel verzichtet auf derlei „Großmut“ und beschämt Madame noch mehr, indem er ihr das Halsband zurückgibt, das Benoit beim Ausgraben der Schmuckstücke aus dem Keller aus der Tasche gefallen war. Die Marquise unterzeichnet das Dokument und schreibt Pavel in einem Briefchen, wie sehr sie sich schäme und dass sie ihn gern nach dem Kriege wieder sehen wolle. Am nächsten Morgen halten sich die Deutschen bereit zum Abmarsch, die Front rückt weiter nach vorn. Der von Pavel dressierte Papagei der Marquise trötet die von ihm gelernten Worte aus seinem Schnabel heraus, und so dreht sich Pavel noch einmal zu der auf dem Balkon wartenden Hochadeligen um, um sich von ihr zu verabschieden.
Ihrer Freundin, die sie zu Beginn vor den „Barbaren“ so eindringlich gewarnt hatte, schreibt die Marquise aber gleich danach einen aufklärenden Brief mit der abschließenden Bemerkung, dass sie einen Separatfrieden mit den Deutschen geschlossen habe und hoffe, bald „Madame Barbare“ zu werden.

## Produktionsnotizen
Wir Barbaren – der Titel war natürlich ironisch gemeint – gehört zu den unbekanntesten und zugleich kuriosesten, deutschen Stummfilmen. Er diente während des Ersten Weltkriegs als filmische Reaktion auf die Entente-Propaganda bezüglich vermeintlicher oder auch tatsächlicher von der deutschen Armee beim Einmarsch in Frankreich 1914 und 1915 begangenen Gräueltaten. In französischen wie britischen Zeitungen aber auch in Filmproduktionen dieser beiden Länder hatte es seit August 1914 eine Flut entsprechender Artikel und angeblicher Tatsachenberichte über mutmaßliche Plünderungen und Brandschatzungen seitens der deutschen Invasoren gegeben.
Der Film bestand aus drei Akten, wurde 1915 zensiert und für die Jugend zugelassen. Ein genaues Uraufführungsdatum für Deutschland ist derzeit nicht feststellbar, in Österreich-Ungarn lief Wir Barbaren am 5. Mai 1916 in einer rund 1200 Meter langen Fassung an.

## Rezeption und Einordnung
In Paimann’s Filmlisten ist zu lesen: „Stoff aktuell, doch wenig humoristisch, Spiel und Photos sehr gut“.
Der Kinematograph berichtet in einem langen Artikel über den Film: „Die Vorgänge, die in diesem Film geschildert werden, sind nur soweit sie Nebensächliches betreffen, erfunden. Die Tatsachen, wie die Meldungen von der Plünderung des Schlosses, von dem Raub des Schmuckes, von der Gefangennahme der Marquise in die französischen Blätter kommen konnten, beruhen auf drei wirklichen Vorkommnissen, die hier nun zu einem Ganzen zusammengebracht worden sind. Dieser Film hat also neben dem Zwecke, zu amüsieren und zu erheitern, den weit grösseren, anschaulich zu machen, wie jene Schauermärchen in den deutsch-feindlichen Blättern entstehen.“